# Tochmaland (polder)
Tochmaland is een polder ten noorden van het Friese dorp Kollum, dat ligt in de Nederlandse gemeente Kollumerland en Nieuwkruisland.
De polder Tochmaland werd in 1892 aangelegd op initiatief van een aantal boeren, die iets wilden ondernemen tegen regelmatig optredende wateroverlast in dit laaggelegen gebied, een voormalige zeearm. Ze legden daartoe een ringdijk aan, groeven een aantal sloten en kochten voor de bemaling van de polder een molen. Deze kreeg eveneens de naam Tochmaland en werd in 1893 geplaatst. Nadat in 1946 de molenas van de molen brak, besloot het polderbestuur om tot elektrische bemaling over te gaan. Daartoe werd een gemaaltje aangelegd. In het begin van de 21ste eeuw werd dit vervangen door een in de molen geplaatste elektromotor.